# Barbara O'Neil
Barbara O'Neil (Saint Louis, 17 luglio 1910 – Cos Cob, 3 settembre 1980) è stata un'attrice statunitense.
Nel 1941, fu candidata all'Oscar alla miglior attrice non protagonista per il film Paradiso proibito.

## Biografia
Barbara O'Neil nacque e trascorse l'infanzia a St. Louis (Missouri), dove frequentò il Sarah Lawrence College. Studentessa modello, si iscrisse successivamente all'università e iniziò a coltivare le passioni per cinema, teatro, e danza assistendo a spettacoli teatrali estivi.
Nel 1937 apparve per la prima volta sul grande schermo, recitando nel melodramma Amore sublime di King Vidor, in cui era protagonista Barbara Stanwyck. Il successo del film consentì alla O'Neil di ottenere diverse scritture negli anni seguenti, a partire da Love, Honor, and Behave (1938). L'anno seguente le si presentò la grande occasione di fare parte del cast di Via col vento (1939), nella parte di Elena Robillard O'Hara, ruolo che le diede una popolarità ancora maggiore e le fece ottenere un ruolo di co-protagonista, accanto a Bette Davis, in Paradiso proibito (1940). La sua interpretazione fu addirittura ritenuta migliore di quella della Davis, tanto da farle guadagnare una nomination al premio Oscar alla miglior attrice non protagonista. Nello stesso anno la O'Neil sposò il regista Joshua Logan, ma il matrimonio terminò dopo due anni con il divorzio.
Già nella prima metà degli anni quaranta le sue apparizioni sul grande schermo si fecero sporadiche. Recitò fino al 1961, anno in cui si ritirò a vita privata nella sua villa di Cos Cob nel Connecticut, due anni dopo essere apparsa in La storia di una monaca (1959), accanto a Audrey Hepburn..
Morì il 3 settembre 1980, all'età di 70 anni, per cause naturali.

## Filmografia

### Cinema
- Amore sublime (Stella Dallas), regia di King Vidor (1937)
- Love, Honor, and Behave, regia di Stanley Logan (1938)
- Frou Frou (The Toy Wife), regia di Richard Thorpe (1938)
- Il vendicatore (I Am the Law), regia di Alexander Hall (1938)
- I pionieri della costa d'oro (The Sun Never Sets), regia di Rowland V. Lee (1939)
- L'usurpatore (Tower of London), regia di Rowland V. Lee (1939)
- Vigilia d'amore (When Tomorrow Comes), regia di John M. Stahl (1939)
- Via col vento (Gone with the Wind), regia di Victor Fleming (1939)
- Paradiso proibito (All This, and Heaven Too), regia di Anatole Litvak (1940)
- Shining Victory, regia di Irving Rapper (1941)
- Dietro la porta chiusa (Secret Beyond the Door), regia di Fritz Lang (1948)
- Mamma ti ricordo (I Remember Mama), regia di George Stevens (1948)
- Il segreto di una donna (Whirlpool), regia di Otto Preminger (1949)
- Seduzione mortale (Angel Face), regia di Otto Preminger (1953)
- L'avventuriera di Bahamas (Flame of the Islands), regia di Edward Ludwig (1956)
- La storia di una monaca (The Nun's Story), regia di Fred Zinnemann (1959)

### Televisione
- The Philco Television Playhouse - serie TV (1954)
- Armstrong Circle Theatre - serie TV (1954)
- The United States Steel Hour - serie TV (1955)
- Studio One - serie TV, 6 episodi (1954-1957)

## Doppiatrici italiane
- Tina Lattanzi in L'usurpatore
- Andreina Pagnani in Dietro la porta chiusa
- Mimosa Favi in Via col vento
- Clelia Bernacchi in Il segreto di una donna
- Clara Ristori in La storia di una monaca
- Anna Miserocchi in Seduzione mortale (ridoppiaggio)
- Giuliana Lojodice in Via col vento (ridoppiaggio)[2]
- Vittoria Febbi in Paradiso proibito (ridoppiaggio)[3]

## Riconoscimenti
Premi Oscar 1941 – Candidatura all'Oscar alla miglior attrice non protagonista per Paradiso proibito